# Умершие в мае 1945 года
Это список известных людей, соответствующих установленным критериям значимости (см. Википедия:Критерии значимости персоналий), умерших в мае 1945 года.
Причина смерти указывается лишь в исключительных случаях (убийство, самоубийство, гибель в результате военных действий, смертная казнь, ДТП или несчастные случаи). В остальных случаях — не указывается.

## 1 мая
- Альбрехт, Альвин-Бродер (41) — немецкий военно-морской офицер, один из адъютантов Адольфа Гитлера; пропал без вести, предположительно совершил самоубийство.
- Вердиев, Аваз Гашим оглы — гвардии старший сержант, командир отделения автоматчиков, Герой Советского Союза; умер от ран.
- Волков, Василий Григорьевич — Полный кавалер Ордена Славы.
- Геббельс, Йозеф (47) — рейхсминистр народного просвещения и пропаганды Германии; самоубийство.
- Долгов, Александр Петрович (27) — Герой Советского Союза.
- Кравченко, Иван Хотович (23) — гвардии лейтенант танковых войск, Герой Советского Союза; погиб в бою.
- Лавров, Пётр Евстафьевич (22) — Герой Советского Союза.
- Самат Садыков (24) — Герой Советского Союза.
- Соколов, Александр Фёдорович (20) — Полный кавалер Ордена Славы.
- Филько, Иван Яковлевич (30) — Герой Советского Союза.
- Хабибуллин, Заки Хабибуллович (33) — Герой Советского Союза.

## 2 мая
- Бибик, Фёдор Терентьевич (35) — Полный кавалер ордена Славы.
- Борман, Мартин (44) — рейхсминистр без портфеля (1941—1945); самоубийство цианистым калием.
- Дугин, Николай Дмитриевич (24) — Герой Советского Союза.
- Копылов, Василий Иванович (40) — Герой Советского Союза.
- Мещеряков, Георгий Трофимович (28) — Герой Советского Союза.
- Радионов, Николай Иванович (23) — Герой Советского Союза.
- Степанов, Илларион Петрович — Полный кавалер ордена Славы.
- Степаненко, Василий Васильевич (22) — Герой Советского Союза.
- Штумпфеггер, Людвиг (34) — немецкий хирург, оберштурмбанфюрер СС; самоубийство цианистым калием.

## 3 мая
- Степан Брюханов (29) — Герой Советского Союза.
- Илья Коврижко — Герой Советского Союза.
- Михаил Песочин (45) — командир 225-й стрелковой Новгородской дивизии, генерал-майор.
- Дмитрий Тепляков (38) — Герой Советского Союза.

## 4 мая
- Федор фон Бок (64) — генерал-фельдмаршал Германии; умер от ран.
- Василий Никитин — Герой Советского Союза.

## 5 мая
- Валентин Агафонов (20) — Герой Советского Союза.
- Николай Моторин (22) — Герой Советского Союза.
- Николай Сидоров (23) — Герой Советского Союза.
- Василий Чурюмов (27) — Герой Советского Союза.

## 6 мая
- Кузнецов, Василий Григорьевич (28) — Герой Советского Союза.
- Обухов, Василий Михайлович (34) — Герой Советского Союза.
- Сенькин, Сергей Максимович — полный кавалер Ордена Славы.

## 7 мая
- Александр Бидненко — майор, Герой Советского Союза; умер от ран.
- Александр Рулёв — Герой Советского Союза.
- Николай Старостин (24) — Герой Советского Союза.

## 8 мая
- Григорьев, Иван Иванович — Герой Советского Союза.
- Давиденко, Григорий Иванович (24) — Герой Советского Союза.
- Курзенков, Александр Георгиевич (24) — Герой Советского Союза.
- Меркулов, Илларион Григорьевич — Полный кавалер Ордена Славы.
- Левкин, Иван Васильевич (22) — Полный кавалер Ордена Славы.
- Нигматуллин, Гафият Ярмухаметович (30) — Герой Советского Союза.
- Редиес, Вильгельм (44) — обергруппенфюрер СС и генерал полиции, генерал войск СС; самоубийство гранатой.
- Тербовен, Йозеф Антон Генрих (46) — обергруппенфюрер СА; самоубийство гранатой.

## 9 мая
- Эрпо фон Боденхаузен (48) — генерал-лейтенант вермахта; самоубийство.
- Алексей Грачёв (31) — Герой Советского Союза.
- Михаил Еремин (24) — Герой Советского Союза.
- Пётр Кцоев (43) — Герой Советского Союза.
- Иосиф Матрунчик (42) — подполковник Рабоче-крестьянской Красной Армии, участник советско-финской и Великой Отечественной войны, Герой Советского Союза; погиб, подорвавшись на противотанковой мине.
- Василий Михалько (27) — Герой Советского Союза.
- Александр Савельев (23) — Герой Советского Союза.
- Георгий Чернопятов (34) — Герой Советского Союза.
- Александр Твердохлебов (23) — Герой Советского Народа

## 10 мая
- Всеволод Блюменталь-Тамарин (64) — актёр.
- Александр Щербаков (43) — советский государственный и партийный деятель, генерал-полковник.

## 11 мая
- Юрий Быков — Герой Советского Союза.
- Лев Маневич (46) — полковник военной разведки, Герой Советского Союза.
- Иван Яровиков (24) — Герой Советского Союза.

## 12 мая
- Вольфганг Йёрхель (37) — штандартенфюрер СС; убит.

## 13 мая
- Альмгрен, Оскар (75) — шведский археолог,
- Вольфганг Лют (31) — немецкий подводник; убит.
- Василий Казанцев (24) — ефрейтор, Герой Советского Союза; умер от ран.

## 15 мая
- Василий Мыцык (32) — Герой Советского Союза; умер от ран.
- Сергей Полецкий — Герой Советского Союза.
- Виктор Турин — советский режиссёр.
- Владиимир Фуфачёв (21) — Герой Советского Союза.

## 16 мая
- Баянов, Пётр Александрович — командир отделения 8-го отдельного гвардейского мотоциклетного батальона, гвардии старшина. Полный кавалер ордена Славы.
- Карпинский, Франц Филиппович (38) — старший лейтенант, Герой Советского Союза; умер от ран.
- Пупов, Егор Яковлевич (36) — полный кавалер ордена Славы.
- Шеин, Павел Степанович (23) — Герой Советского Союза.

## 17 мая
- Голубев, Виктор Максимович (29) — Герой Советского Союза.
- Онищенко, Григорий Харлампиевич (31) — Герой Советского Союза.
- Сотников, Михаил Васильевич (20) — участник Великой Отечественной войны и полный кавалер ордена Славы.

## 19 мая
- Константин Тренёв (68) — русский писатель, автор пьесы «Любовь Яровая».

## 20 мая
- Александров, Владимир Владимирович — российский и американский религиозный деятель, протоиерей, деятель обновленчества, католичества («Русского апостолата»), Русской православной церкви.
- Амрхайн, Альберт (74)  — германский регбист, серебряный призёр Олимпийских игр (1900)).
- Ферсман, Александр Евгеньевич (61) — советский геохимик и минералог.
- Шушарин, Валентин Данилович (19) — полный кавалер ордена Славы.

## 21 мая
- Адамс, Герберт (87) — американский скульптор.
- Алексей Кочерга (29) — Полный кавалер ордена Славы.
- Вильгельм Хассе (50) — генерал пехоты вермахта; умер от ран.

## 22 мая
- Владимир Криворотов — Герой Советского Союза.

## 23 мая
- Генрих Гиммлер (44) — рейхсминистр внутренних дел Германии (1943—1945); самоубийство цианистым калием.
- Иван Горячев (21) — Полный кавалер Ордена Славы.
- Тихон Кретинин — Герой Советского Союза.

## 24 мая
- Роберт фон Грейм (52) — генерал-фельдмаршал Германии; самоубийство ядом.
- Степан Данилов (35) — генерал-майор, Герой Советского Союза; авиакатастрофа.

## 25 мая
- Демьян Бедный (62) — советский поэт.

## 26 мая
- Яковлев, Илья Степанович — полный кавалер ордена Славы.

## 29 мая
- Михаил Себастьян (37) — румынский писатель, драматург; автокатастрофа.
- Дмитрий Сальников (62) — белый генерал, участник Русско-японской, Первой мировой и Гражданской войны.

## 31 мая
- Пастернак, Леонид Осипович (83) — российский живописец и график, мастер жанровых композиций и книжной иллюстрации, педагог.